# James Arrington
Pour les articles homonymes, voir Arrington.
James Arrington est un acteur américain.

## Filmographie
- 1989 : A More Perfect Union: America Becomes a Nation
- 1989-1991 : Animated Stories from the New Testament
- 1991 : The Animated Book of Mormon (TV)
- 1994 : Le Cygne et la Princesse (voix)
- 1997 : Le Cygne et la Princesse 2 (voix)
- 2012 : Le Cygne et la Princesse : Un Noël enchanté (voix)